# Посіпаки (фільм)
«Посіпаки» (англ. «Minions») — американська анімаційна комедія, прем'єра якої в Україні відбулась 9 липня 2015 року. Спін-офф серії мультфільмів «Нікчемний я», у якому розповідається про те, як були створені Посіпаки.

## Сюжет
Посіпаки — маленькі жовті помічники лиходіїв, які існують з давніх-давен. Вони еволюціонували з одноклітинних організмів у істот, що переслідують одну мету: служити найамбітнішим злочинцям. Після того як посіпаки через свою дурість примудрилися випадково знищити всіх своїх попередніх господарів — Тиранозавра Рекса, Первісну людину, а також Фараона, Графа Дракулу та Наполеона, вони вирушили на територію Антарктиди, де жили довгий час. Десь у 1960-х роках відсутність господаря довела їх до депресії, тому троє посіпак, Кевін, Стюарт і Боб, вирушили шукати собі нового боса. Вони потрапляють на конференцію, де виступатимуть найбільші злочинці сучасності. Саме там їм доведеться поборотись за право бути посіпаками суперлиходійки Скарлет Противсіх, яка прагне захопити світ. А вже потім на посіпак чекають пригоди з королівською короною, зрада Скарлет, та зустріч з малюком Грю.

## Ролі озвучували
- Сандра Буллок — Скарлет Противсіх, лиходійка
- Джон Гемм — Херб Противсіх, чоловік Скарлет, винахідник
- Хіроюкі Санада — лиходій-сумоїст
- П'єр Коффін — Кевін, Боб, Стюарт та інші посіпаки
- Кріс Ренауд — посіпаки
- Рамона Гілмоур-Дарлінг — клоун Лунетта
- Майкл Кітон — Волтер Нельсон
- Стів Керелл — молодий Грю
- Еллісон Дженні — Мадж Нельсон
- Стів Куган — професор Флакс
- Джеффрі Раш — оповідач
- Дженніфер Сондерс — королева Єлизавета II
- Кеті Міксон — Тіна
- Тара Стронг — різні голоси
- Пітер Серафінович — ШеБот.

## Український дубляж
Фільм дубльовано студією «Le Doyen» на замовлення компанії «B&H Film Distribution» у 2015 році.
- Переклад — Федора Сидорука
- Режисер дубляжу — Ольга Фокіна
- Звукорежисер — Михайло Угрин
- Координатор дубляжу — Аліна Гаєвська
- Диктор — Андрій Мостренко
- Ролі дублювали: Олена Кравець, Роман Чорний, Володимир Нечепоренко, Валентина Сова, Михайло Войчук, Людмила Смородіна, Артем Мартиншин, Ганна Соболєва, Євген Малуха, Юрій Коваленко та інші.
- Мікс дубляжної версії здійснено на студії «Le Doyen».

## Цікаві факти
- В українському дубляжі головну роль дублювала телеведуча та акторка «Студії „Квартал-95“» Олена Кравець.
- У мультфільмі є персонаж Скарлет Противсіх, це натякає на ім'я акторки Скарлет Йоханссон.[джерело?]
- У Боба гетерохромія очей: вони різного кольору.
- Режисер П'єр Коффін озвучує всіх 899 посіпак у цьому фільмі.
- Дія фільму відбувається в 1968 році і за 42 роки «до Грю». Якщо додати 42 до 1968, вийде 2010 — це рік виходу на екрани фільму «Нікчемний я», де Грю і посіпаки вперше постали перед публікою.
- Троє головних посіпак нагадують майбутніх дочок Грю — Марго, Едіт і Агнес.